# Douglas Aarniokoski
Douglas Aarniokoski (geboren am 25. August 1965) ist ein US-amerikanischer Film- und Fernsehregisseur sowie Drehbuchautor.

## Leben
Aarniokoski begann seine Laufbahn Ende der 1980er Jahre als Regieassistent. Bis Mitte der 1990er Jahre war er vor allem an Produktionen von Charles Band beteiligt. In dieser Zeit war er zudem an den Drehbüchern für die Low-Budget-Horrorfilme Puppet Master 4 und Puppet Master V beteiligt. In den 2000er Jahren war er insbesondere als Second-Unit-Regisseur tätig. Im Jahr 2000 gab er mit Highlander: Endgame sein Regiedebüt. Weitere Filmprojekte folgten ab 2008, seit 2011 ist er als Regisseur und Co-Ausführender Produzent vornehmlich an verschiedenen Fernsehserien beteiligt. Sein Schaffen als Regisseur umfasst mehr als zwei Dutzend Produktionen.

## Filmografie (Auswahl)
Als Regisseur
- 2000: Highlander: Endgame
- 2008: Animals – Das tödlichste Raubtier ist in Dir! (Animals)
- 2011: The Day – Fight. Or Die. (The Day)
- 2011–2014: Criminal Minds (Fernsehserie, 8 Episoden)
- 2013: Nurse 3D
- 2013–2015: Sleepy Hollow (Fernsehserie, 6 Episoden)
- 2015–2016: Limitless (Fernsehserie, 4 Episoden)
- 2016–2017: Bull (Fernsehserie, 4 Episoden)
- 2017–2024: Star Trek: Discovery (Fernsehserie, 5 Episoden)
- 2018: Star Trek: Short Treks (Fernsehserie, 1 Folge)
- 2020–2022: Blue Bloods – Crime Scene New York (Fernsehserie, 4 Folgen)
- seit 2021: Star Trek: Picard (Fernsehserie, 2 Episoden)